# Wydział Materiałoznawstwa, Technologii i Wzornictwa Uniwersytetu Technologiczno-Humanistycznego im. Kazimierza Pułaskiego w Radomiu
Wydział Materiałoznawstwa, Technologii i Wzornictwa Uniwersytetu Technologiczno-Humanistycznego im. Kazimierza Pułaskiego w Radomiu (WMTiW) – jeden z 8 wydziałów Uniwersytetu Technologiczno-Humanistycznego im. Kazimierza Pułaskiego w Radomiu istniejący do 2019 roku.

## Historia Wydziału
W 1951 r., z inicjatywy Centralnego Związku Przemysłu Garbarskiego, powstał Wydział Chemiczno-Garbarski, jako drugi wydział Wieczorowej Szkoły Inżynierskiej w Radomiu. Pierwszym dziekanem Wydziału został mgr inż. Mieczysław Pietrzykowski. W 1951 r. powołano Oddział Wydziału Chemicznego w Pionkach, który działał do 1957 r. W roku akademickim 1956/1957 zlikwidowano Wydział Chemiczno-Garbarski (wraz z oddziałem w Pionkach). Wydział został reaktywowany w 1963 r. pod nazwą Wydział Garbarstwa, jako jedyny tego typu w kraju. Po przekształceniu w 1965 r. Wieczorowej Szkoły Inżynierskiej w Radomiu na Kielecko-Radomską Wieczorową Szkołę Inżynierską w Kielcach, Wydział Garbarstwa znalazł się w strukturze uczelni. Kolejna zmiana nazwy uczelni w 1967 r. (Kielecko-Radomska Wyższa Szkoła Inżynierska w Kielcach) przyniosła również przekształcenie Wydziału Garbarstwa na Wydział Technologii Obuwia i Garbarstwa. Wraz z przekształceniem Kielecko-Radomskiej Wyższej Szkoły Inżynierskiej w Kielcach w Politechnikę Świętokrzyską, Wydział Technologii Obuwia i Garbarstwa został zlikwidowany, a w jego miejsce powołano Instytut Tworzyw Sztucznych i Skóry. Po wydzieleniu z Politechniki Świętokrzyskiej samodzielnej Wyższej Szkoły Inżynierskiej w Radomiu, Instytut Tworzyw Sztucznych i Skóry został przekształcony w Wydział Materiałoznawstwa i Technologii Obuwia. W 1999 r. do użytku zostało oddane nowe skrzydło budynku mieszczące laboratoria. Wraz z poszerzeniem działalności naukowej i dydaktycznej Wydziału kolejny raz zmieniono jego nazwę. Od 2008 r. nosi on nazwę Wydział Materiałoznawstwa, Technologii i Wzornictwa. Wydział czyni starania o pozyskanie prawa do nadawania stopnia naukowego doktora nauk technicznych w zakresie technologii chemicznej. 22 listopada 2012 r. Senat Uczelni podjął decyzję o likwidacji od roku akademickiego 2012/2013 kierunku studiów zarządzanie i inżynieria produkcji prowadzonych dotychczas na Wydziale. 1 października 2019 roku wydział ten został zlikwidowany i przekształcony w  Wydział Inżynierii Chemicznej i Towaroznawstwa.

### Kolejne nazwy wydziału
- Wydział Chemiczno-Garbarski (1951–1957)
- Wydział Garbarski (1963–1967)
- Wydział Technologii Obuwia i Garbarstwa (1967–1974)
- Instytut Tworzyw Sztucznych i Skóry (1974–1978)
- Wydział Materiałoznawstwa i Technologii Obuwia (1978–2008)
- Wydział Materiałoznawstwa, Technologii i Wzornictwa (2008-2019)
- Wydział Inżynierii Chemicznej i Towaroznawstwa (2019-)

### Poczet Dziekanów
- mgr inż. Mieczysław Pietrzykowski (1951–1955)
- mgr Kazimierz Wańkowicz (1955–1957)
- mgr Jan Ciach (1963–1968)
- mgr Stanisław Kądzielawa (1968–1971)
- doc. dr inż. Olgierd Rodziewicz (1971–1981)
- doc. dr hab. inż. Wiktor Lasek (1981–1984)
- dr hab. Tomasz Prot (1984–1986)
- dr hab. inż. Lech Stolarczyk (1986–1989)
- prof. dr hab. inż. Jerzy Urbański, prof. zw. (1990–1992)
- dr Stanisław Banaszkiewicz (1992–1996)
- dr hab. Marian Włodzimierz Sułek, prof. nadzw. (1996–2002)
- dr hab. inż. Krzysztof Śmiechowski, prof. nadzw. (2002–2008)
- dr hab. inż. Andrzej Marek Firkowski, prof. nadzw. (2008–2010)
- dr hab. inż. Maria Pawłowa, prof. nadzw. (2010–2012)
- prof. dr hab. Marian Włodzimierz Sułek, prof. zw. (2012–2013)
- dr hab. inż. Krzysztof Śmiechowski, prof. nadzw. (2013–2016)
- dr hab. inż. Tomasz Wasilewski, prof. nadzw. (2016–2019)

## Kierunki studiów
- Technologia Chemiczna (I i II stopnia), specjalności:
  - chemia i technologia polimerów
  - ochrona i inżynieria środowiska
  - materiałoznawstwo produktów naftowych
  - biotechnologia i technologia kosmetyków i produktów chemii gospodarczej
  - innowacyjne Produkty i Procesy
  - technologia leków
  - kosmetyki i produkty apteczne
- Wzornictwo ubioru i akcesoriów mody (I stopnia)
- Kosmetologia (I stopnia), specjalności:
  - kosmetyki naturalne
  - nowoczesne kosmetyki wielofunkcyjne
- Bezpieczeństwo i Higiena Pracy (I stopnia)

## Władze Wydziału
- Dziekan – dr hab. Tomasz Wasilewski
- Prodziekan ds. Dydaktycznych i Studenckich – dr Anita Bocho-Janiszewska
- Prodziekan ds. Naukowych – dr hab. inż. Paweł Religa, prof. nadzw. UTH Rad.

## Struktura Wydziału
- Katedra Chemii
  - Zakład Chemii Stosowanej i Towaroznawstwa Przemysłowego
  - Zakład Chemii Organicznej i Biochemii
- Katedra Wzornictwa, Technologii Obuwia i Odzieży
  - Zakład Wzornictwa
  - Zakład Materiałoznawstwa, Technologii Obuwia i Odzieży
- Katedra Technologii Materiałów Organicznych
  - Zakład Chemii i Technologii Polimerów
  - Zakład Produktów Naftowych
- Katedra Ochrony Środowiska
  - Zakład Analityki Stosowanej i Środowiska
  - Zakład Ekoinżynierii Procesów i Wyrobów
  - Zakład Ekotechnologii Kolagenu i Tłuszczów

## Wykładowcy
- Stanisław Banaszkiewicz
- Mieczysław Pietrzykowski